# Sofocle del Sunio
Sofocle, figlio di Anficlide del demo del Sunio (in greco antico: Σοφοκλῆς?, Sophoklês; Atene, IV secolo a.C. – ...), è stato un oratore ateniese.
È ricordato per aver proposto e fatto approvare nel 307 a.C. un decreto rivolto contro i filosofi: secondo Ateneo scacciava tutti i filosofi dall'Attica; secondo Polluce proibiva a tutti i filosofi di tenere scuola; secondo Diogene Laerzio proibiva a tutti i filosofi di tenere scuola senza l'approvazione preventiva della Boulé e del popolo e puniva i trasgressori colla pena di morte. L'effetto del decreto fu quello di costringere Teofrasto e tutti gli altri filosofi ad andarsene dall'Attica.
Tuttavia dopo solo un anno, nel 306 a.C., un certo Filone, discepolo di Aristotele, impugnò il decreto per illegalità (graphe paranomon); Sofocle, pur essendo stato difeso dall'oratore Democare (l'orazione Per Sofocle contro Filone è andata perduta; i pochi frammenti che ne restano mostrano che faceva appello soprattutto a motivazioni politiche), perse la causa e fu condannato a pagare una multa di cinque talenti, mentre il suo decreto fu revocato e i filosofi furono richiamati nell'Attica.
La datazione del decreto e della sua revoca agli anni 307 e 306 a.C. si basa sul fr. 99 Kassel-Austin della commedia Cavaliere (Ἱππεύς) di Alessi, che fu probabilmente rappresentata nell'inverno del 306 a.C., quando il decreto era ancora in vigore; nel frammento si chiede agli dei di dare molti beni a Demetrio e ai legislatori per aver emanato questo decreto. Questo Demetrio fu identificato da Augustus Meineke con Demetrio Falereo, plenipotenziario di Cassandro ad Atene dal 317 al 307 a.C., e quindi datò l'approvazione del decreto al 316 a.C. Tuttavia, Demetrio Falereo era stato discepolo di Teofrasto e durante gli anni in cui aveva detenuto il potere ad Atene aveva aiutato sia Teofrasto sia Senocrate; in seguito, quindi, gli studiosi hanno invece identificato questo Demetrio col re di Macedonia Demetrio I Poliorcete, che nel 307 a.C. prese il controllo di Atene rovesciando Demetrio Falereo e restaurando, almeno formalmente, il regime democratico, e hanno quindi proposto le date del 307 e del 306 a.C.